# 根前毛菌病毒属
根前毛菌病毒属（学名：Rhizidiovirus），也称作壶菌病毒属，是一属病毒。纲、目、科的地位未定。

## 下属物种
本属包括以下物种：
- 根前毛菌病毒 Rhizidiomyces virus